# Gerard Stubenrouch
Gerard Carl (Gerard) Stubenrouch (Nijmegen, 8 februari 1918 - Breda, 22 april 1962) was een Nederlands politicus.
Stubenrouch behaalde zijn gymnasium diploma aan het Canisius College en studeerde klassieke talen aan de Katholieke Universiteit Nijmegen. Hij werd lid van het dispuut Het Gilde en was abactis van het Nijmeegsch Studenten Corps Carolus Magnus. Hij verdiepte zich met name in de Griekse letterkunde. Na zijn studie was hij leraar klassieke talen en wethouder voor de KVP in Breda. In het kabinet-De Quay vervulde hij onder Cals het ambt van staatssecretaris op het ministerie van onderwijs. Hij hield zich vooral bezig met lager en middelbaar onderwijs en met het beroepsonderwijs. Hij ondersteunde Cals bij de voorbereiding van de zogenaamde Mammoetwet, met name wat betreft het onderwijskundige gedeelte. Hij overleed op 44-jarige leeftijd. Tijdens de aan Stubenrouch gewijde herdenking in de Tweede Kamer prees Cals diens nauwgezetheid, toewijding, humor en deskundigheid.
- Biografisch Portaal: 52934716
- International Standard Name Identifier: 0000 0003 9236 3388
- Nederlandse Thesaurus van Auteursnamen: 226537765
- Parlement.com: vg09llin2ht5
- Virtual International Authority File: 286371251
- WorldCat: E39PBJcBWXbJkRj9886ywwvWDq